# AlloCiné
AlloCiné – francuska strona internetowa dostarczająca szczegółowych informacji na temat nowych wydań kinowych, utworzona przez Jeana-Davida Blanca i Patricka Holzmana. Serwis był notowany w rankingu Alexa na miejscu 2230 (stan na 23 września 2021).
Strona internetowa została utworzona w 1993 roku. Zatrudnia od 101 do 250 osób, a jej siedziba znajduje się w Paryżu. Funkcjonuje poza Francją jako: AdoroCinema (Brazylia), Beyazperde (Turcja), Filmstarts (Niemcy), SensaCine (Hiszpania) oraz Sensacine México (Meksyk).
AlloCiné w 2012 roku osiągnęło obrót pieniężny w wysokości 20 926 100 euro, jego kapitał zakładowy spółki akcyjnej wynosi 37 537,65 euro.